# Chocolate Box
Chocolate Box è il secondo album dei Mogg/Way, uscito nel 1999 per l'Etichetta discografica Shrapnel Records.

## Tracce
1. Muddy's Gold – 3:54
2. Jerusalem – 4:20
3. To Close to the Sun – 4:13
4. Fortune Town – 5:01
5. Highwire – 4:03
6. Death in the Family – 5:34
7. King of the City – 4:22
8. Last Man in Space – 3:33
9. Whip That Groove – 3:03
10. Sparkling Wine – 4:22

## Formazione
- Phil Mogg - voce
- Jeff Kollman - chitarra
- Paul Raymond - tastiera
- Pete Way - basso
- Simon Wright - batteria